# Strzała (województwo mazowieckie)
Strzała – wieś w Polsce położona w województwie mazowieckim, w powiecie siedleckim, w gminie Siedlce. Ma status sołectwa.
Według dokumentów powiatu łukowskiego z 1552 roku, Strzała była wsią szlachecką, i wchodziła w skład dóbr siedleckich książąt Ogińskich.
Wieś szlachecka położona była w drugiej połowie XVI wieku w ziemi łukowskiej województwa lubelskiego. W latach 1975–1998 miejscowość administracyjnie należała do województwa siedleckiego.
Wierni Kościoła rzymskokatolickiego należą do parafii Świętego Józefa w Siedlcach.
Przez miejscowość przebiega droga krajowa nr 63 (Węgorzewo-Siedlce-Sławatycze) oraz droga powiatowa do wsi Purzec i Żytnia.